# Zanni
Pour les articles homonymes, voir Alessandro Zanni, Giovanni Zanni, Marco Zanni, Mirko Zanni et Reto Zanni.
Ne doit pas être confondu avec Zani ou Zany.

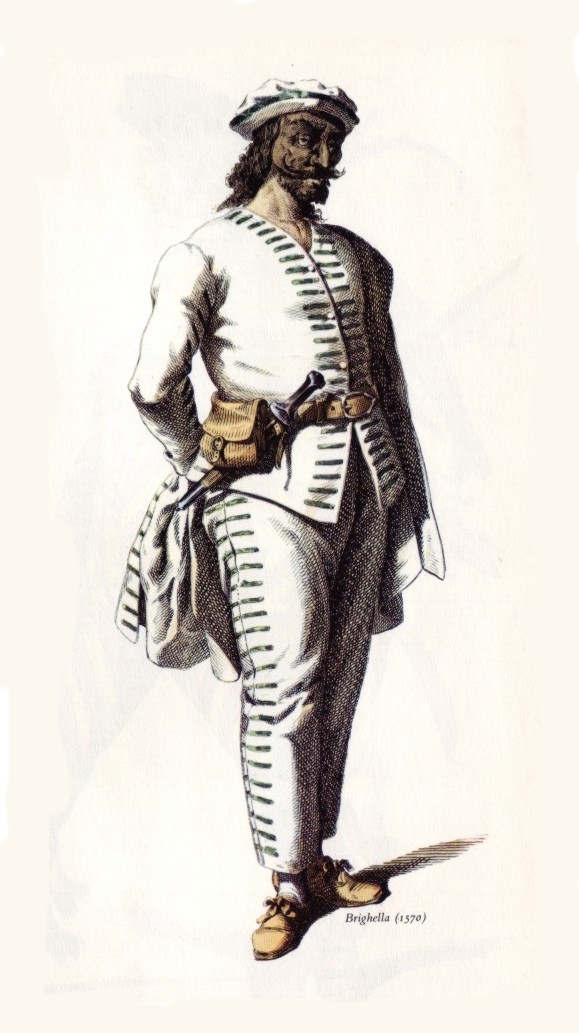
Brighella, l’un des types les plus anciens et les plus constants de zanni.

Les zannis (prononcé : [ˈdzanni]) personnages types de valets de comédie. Dans la commedia dell'arte, ils sont généralement porteurs d'un masque, dont les premiers sont originaires de Venise. Ils descendent des bouffons de la comédie antique (Sanniones) .

## Origine du terme
Le mot Zanni est probablement construit à partir de la version hypocoristique typique de la région de Venise au XVIe siècle de Giovanni - Giani, un nom qui, à Venise désignait les serviteurs, les hommes de peine provenant des vallées de la région de Bergame. Cette version dialectale de Giovanni a dérivé en Zanni ou Zani. Le nom en est ensuite venu à désigner le valet à la fois malin, ignorant et gauche.

## Personnages
Le serviteur- Zanni peut se décliner en deux personnages, l’un fourbe, l’autre lourdaud, qui peuvent endosser par exemple le noms de Brighella (premier Zanni) et d’ Arlecchino (deuxième Zanni). Dans d’autres duo, le premier Zanni sera intelligent tandis que le deuxième Zanni apparaîtra comme désespérément stupide.
Le terme générique de zanni couvre toutefois une bien plus grande diversité de personnages et de masques régionaux : Flautino, Arlequin, Brighella, Mezzetin, Pedrolino, Scapin, Coviello, Polichinelle, Trivelin, qui offrent une variété de caractères comiques, qui vont de la ruse à la niaiserie.

## Dynamique théâtrale autour du Zanni et évolution
Un des ressorts comiques de la commedia dell'arte s'appuie sur « le duo du Zanni et du Magnifique, c'est-à-dire le valet et le maître ». Le Magnifique s'appelle typiquement Pantalone ou Pantalon. Cela incarne les rapports de classes, entre le dominant et le dominé.
Dans l’ancien théâtre français, le valet bouffon était aussi indispensable. Ses rôles divers s’appelèrent au XVIIe siècle « rôles de grande casaque », à cause de la casaque rayée sous laquelle il paraissait sur la scène. Parmi les valets de la comédie française, les uns, comme, Crispin, Scapin et Frontin, à l’exemple des zanni italiens, cherchent à se venger par la fourberie du désavantage et de l’humilité de leur condition.
D’autres se montrent dévoués, bons conseillers pour leurs maîtres qu’ils s’efforcent de moraliser et ils se rapprochent du confident de la tragédie. Tels sont le Cliton du Menteur et le Sganarelle du Festin de pierre.
Viennent ensuite, avec leurs caractères diversement nuancés, Mascarille, Jodelet, Gros-René, Figaro enfin, qui semble avoir donné au théâtre l’un des valets de comédie, en substituant au cynisme de leurs vices de convention les hardiesses de la libre pensée.